# Шивапури-Нагарджун (национальный парк)
Шивапури-Нагарджун (непальск. शिवपुरी नागार्जुन राष्ट्रिय निकुञ्ज) — национальный парк в Непале.
Был основан в 1976 году как заповедник, а в 2002 году получил статус национального парка с площадью 144 км². В 2009 году в состав парка вошёл лесной заповедник Нагарджун (15 км²), в результате чего суммарная площадь охраняемой территории составила 159 км². Расположен на северной окраине долины Катманду; в административном отношении находится на территории районов Катманду, Нувакот и Синдхупалчок. Получил своё название по пику Шивапури (2732 м).
На территории парка находятся некоторые исторические и религиозные объекты, а также проходят туристические пешеходные маршруты.
Парк находится в переходной зоне от субтропического к умеренному климату. Годовая норма осадков составляет около 1400 м, 80 % из них выпадает в сезон дождей (с мая по сентябрь). Температуры изменяются от 2 до 17 °C зимой, и от 19 до 30 °C летом.
На территории парка произрастают 129 видов грибов и 2122 вида растений, из них 449 — сосудистые растения и 16 — эндемичные виды растений. Можно выделить 2 экорегиона:
- Гималайские субтропические широколиственные леса
- Восточногималайские лиственные леса
- Temnothorax buddha